# Tuija Hyyrynen
Tuija Annika Hyyrynen (Finlandia, 10 de marzo de 1988) es una exfutbolista finlandesa. Jugaba de defensa.
Fue internacional absoluta por la selección de Finlandia entre 2007 y 2022, con la que disputó más de 100 encuentros y jugó la Eurocopa Femenina 2009 y 2013.
En 2017 fichó por la Juventus de Italia.
Anunció su retiro como jugadora en 2022.

## Clubes
| Club             | País           | Año       |
| ---------------- | -------------- | --------- |
| HJK Helsinki     | Finlandia      | 2005-2009 |
| Pali Blues       | Estados Unidos | 2010      |
| Åland United     | Finlandia      | 2010      |
| Umeå IK          | Suecia         | 2011-2015 |
| Fortuna Hjørring | Dinamarca      | 2016-2017 |
| Juventus         | Italia         | 2017-2022 |

## Palmarés

### Títulos nacionales
| Título                     | Club         | País      | Año     |
| -------------------------- | ------------ | --------- | ------- |
| Kansallinen Liiga          | HJK Helsinki | Finlandia | 2005    |
| Copa de Finlandia Femenina | HJK Helsinki | Finlandia | 2006    |
| Copa de Finlandia Femenina | HJK Helsinki | Finlandia | 2007    |
| Copa de Finlandia Femenina | HJK Helsinki | Finlandia | 2008    |
| Serie A                    | Juventus     | Italia    | 2017-18 |
| Serie A                    | Juventus     | Italia    | 2018-19 |
| Copa Italia                | Juventus     | Italia    | 2018-19 |
| Supercopa de Italia        | Juventus     | Italia    | 2019    |
| Serie A                    | Juventus     | Italia    | 2019-20 |
| Serie A                    | Juventus     | Italia    | 2020-21 |